# Muara Lembu
Muara Lembu is een bestuurslaag in het regentschap Kuantan Singingi van de provincie Riau, Indonesië. Muara Lembu telt 4333 inwoners (volkstelling 2010).